# Igra rok'en'rol cela Jugoslavija
Igra rok'en'rol cela Jugoslavija jugoslavenska je rock-pjesma beogradskog sastava Električni orgazam. Pjesmu je 1988. napisao Srđan Gojković, ujedno i osnivač grupe. Pjesma je odmah nakon objave na singl-ploči postala veliki hit diljem tadašnje SFR Jugoslavije. Ploču je objavila Produkcija gramofonskih ploča Radio televizije Beograd.